# كيسوكي شودو
كيسوكي شودو (باليابانية: 首藤 啓祐) (5 أكتوبر 1984 في فوكوكا في اليابان - )؛ هو لاعب كرة قدم سابق كان يلعب كمهاجم.